# NGC 968
NGC 968 (другие обозначения — UGC 2040, PGC 9779, MCG 6-6-56) — эллиптическая галактика (E) в созвездии Треугольника, видимая с Земли как объект 12,6 звездной величины и находящаяся на расстоянии около 50 мегапарсек. Открыта Эдуардом Стефаном в 1879 году, по описанию Дрейера представляет собой «очень тусклый, очень маленький объект круглой формы, более яркий в середине». Существует неподтверждённая гипотеза, что ещё в 1856 году Фридрих Аргеландер визуально наблюдал сверхновую, вспыхнувшую в этой галактике и в пике светимости достигавшую 9,5 звёздной величины.

## Свойства
Каталог Цвикки относит галактики NGC 968 и MCG+6-6-57 к одному скоплению, другие источники рассматривают их как близкую пару. Помимо этой пары в скопление также могут входить галактики MCG+6-6-59, NGC 1050 и UGC 2015.
В период между ноябрем 1980 и апрелем следующего года сотрудники Тартурской обсерватории выполняли спектральные наблюдения в частности и NGC 968. В её спектре обнаружилась линии поглощения Mgb и, возможно, Na, а также несколько неидентифицированных линий в участке спектра 436—480 нм. Кроме того, на основании проведённых наблюдений лучевая скорость галактики оценивалась в 4669 ± 99 км/с. Более современные оценки гелиоцентрической радиальной скорости NGC 968 варьируются в диапазоне от 3408 км/c до 3810 км/c, наиболее надежной можно считать оценку в 3621 км/с. Центральная дисперсия скоростей скоростей составляет 183 ± 8 км/c, что вполне укладывается в соотношение Фабер — Джексона.
Масса центральной сверхмассивной чёрной дыры (СМЧД) в галактике оценивается в 155 млн M⊙. Если в ядре галактики присутствуют две или более СМЧД, составляющие гравитационно связанную систему, то амплитуда гравитационных волн на частоте 8 нГц от их орбитального движения, оцененная коллаборацией NANOGrav по таймингу пульсаров за 11 лет, не превышает 5,94⋅10−15 (с доверительной вероятностью 95 %).
Светимость в синем (B) диапазоне оценивается как 12,6 млрд L⊙. Линейный диаметр галактики, ограниченный по изофоте 25m/☐′′, составляет 34 килопарсека. Отношение массы межзвёздной пыли в галактике к её светимости равно 4,1⋅10−5 M⊙/L⊙, поверхностная плотность межзвёздной пыли 0,44 тыс. M⊙/кпк2. 
Измеренный поток радиоизлучения из галактики не превышает 3,5 Ян в диапазоне 80 МГц и 1,8 Ян в диапазоне 160 МГц.

## Любительские наблюдения
При визуальном наблюдении в любительский 10-дюймовый телескоп с увеличением ×170 галактика видна как маленький, тусклый, округлый объект с равномерно распределённой поверхностной яркостью, умеренно концентрированной. На неё не накладываются звёзды поля. Она образует тупоугольный треугольник с относительно яркой звездой на восток-юго-востоке и слабой звездой на севере.